# Ace Attorney Investigations: Miles Edgeworth
Ace Attorney Investigations: Miles Edgeworth, conocido en Japón como Gyakuten Kenji (逆転検事?  lit. "El cambio del fiscal"), es un videojuego de aventura gráfica para la consola Nintendo DS desarrollado por Capcom. Es el quinto juego de la saga Ace Attorney, y una intercuela localizada entre Phoenix Wright: Ace Attorney Trials and Tribulations y Apollo Justice: Ace Attorney. El juego salió en Japón el 28 de mayo de 2009, y en febrero de 2010 en el resto del mundo. Una secuela, Gyakuten Kenji 2, se anunció en Famitsu el 8 de septiembre de 2010 y salió el 3 de febrero de 2011.
Es notablemente el primer juego de la saga donde no controlas en ningún momento a Phoenix Wright (en Apollo Justice: Ace Attorney lo controlabas en un par de escenas), sino a su rival, el fiscal Miles Edgeworth.

## Jugabilidad
El juego sigue el típico estilo de una aventura gráfica. El jugador controla los movimientos de Edgeworth y lo que interactúa. Para cada caso, el objetivo es descubrir pruebas y averiguar el culpable del crimen, como fue cometido y el motivo. El juego combina tercera persona, al mostrar los personajes en la escena del crimen y un primer plano de los personajes con sprites animados, cuando están hablando. En algunos casos, se usan imágenes para enfatizar escenas dramáticas.
La jugabilidad es muy similar a los demás juegos de la saga Ace Attorney. Tiene fases de investigación y de confrontación. Estas últimas sustituyen a las fases de interrogación de previos juegos. En cada uno de los cinco casos, el juego alterna entre estas dos fases hasta que se resuelve el caso. Al jugador le dan la opción de guardar al final de cada fase investigación/confrontación, aunque como en los otros juegos de la saga, puede guardar en casi cualquier momento del juego. Una barra de vida indica lo cerca que está Edgeworth de descubrir la verdad de lo ocurrido. Cometiendo errores en las fases de lógica, deducción o confrontación llevará a perder fracciones de la barra. Al perder toda la barra, Edgeworth perderá la pista de la verdad y el caso se considerará fallido y se tendrá que volver a empezar desde el último guardado. Tras completar la fase de investigación, se restaurará una parte de la barra.

### Investigación
Investigación consiste en recoger pruebas de la escena del crimen, examinándola y luego examinar la propia escena del crimen. Las pruebas y los perfiles de personajes se archivan en el "Organizador", y la información de la escena del crimen se examina usando "Lógica". 
Durante la investigación los jugadores pueden usar el stylus en la pantalla táctil o la cruceta para el movimiento y controlar a Edgeworth. Cerca de un objeto, se puede investigar más profundamente. En ciertos casos, se puede presentar la oportunidad de deducir una contradicción entre el objeto y las pruebas recogidas. Si no, investigar puede llevar a descubrir pruebas adicionales o piezas de "Lógica". El jugador puede hablar con personajes no controlables para descubrir más información sobre la escena y hacer preguntas específicas que pueden llevar a más preguntas, pruebas o piezas de lógica.
Cuando Edgeworth se asocie con Kay Faraday en el tercer caso, el jugador podrá usar un aparato llamado "Pequeño Ladrón", capaz de crear un holograma de la escena del crimen, permitiendo explorarla en el momento en que ocurrió el crimen. 
Una parte importante de la investigación es la "Lógica". Este modo consiste en examinar y unir factores o pistas encontradas en varios sitios y formar nuevas pistas o piezas de lógica. Haciendo una conexión incorrecta le costará al jugador una fracción de la barra de vida.

### Confrontación
Las confrontaciones son similares a los Interrogatorios de los otros juegos de la saga Ace Attorney. Consisten en hablar con los personajes, para discutir los resultados de la investigación o dar testimonio. Estas confrontaciones pueden llevar a descubrir más información o, al final del caso, una confesión del asesino. Como en los interrogatorios, el jugador puede presionar al testigo para más información o protestar y presentar una prueba que contradice lo que está diciendo. Fallar al presentar pruebas reduce la barra de vida.

## Desarrollo
El juego se empezó a desarrollar bajo el nombre "NEW Gyakuten NOT Saiban". El nombre reflejaba que, mientras que tendría personajes similares, la jugabilidad sería diferente de los otros juegos de la saga. Según el productor Motohide Eshiro, el juego originalmente tenía como protagonista a Ema Skye, pero tras pensar en los gustos de los fanes, decidieron usar al personaje más popular Miles Edgeworth como protagonista.
El juego está dirigido por Tsuyoshi Yamazaki, quien se encargó de los ports de los tres primeros juegos desde la GBA a la Nintendo DS. La jugabilidad es diferente al de los otros juegos, ya que tiene investigaciones en la escena del crimen en lugar de juicios. Una demo del juego se hizo pública en el Tokyo Game Show. La demo recibió más atención que cualquier otro juego portátil, basado en un estudio de Famitsu de 55 compañías que estaban presentes.
Los desarrolladores tuvieron cuidado en crear las animaciones correctamente. Por ejemplo, asegurándose de que la animación al correr de Edgeworth era la correcta para el personaje. "Elegante y esforzada.
A pesar de estar incluida la palabra "Abogado" (Attorney) en el juego, el protagonista no es abogado, sino fiscal. 
El juego llegó a Europa en inglés, a diferencia de las anteriores entregas de la saga que venían traducidas a distintos idiomas europeos (Español, francés, alemán e italiano). La causa aparente son las bajas ventas de "Trials and Tribulations" en Europa.
Una secuela, Gyakuten Kenji 2, se anunció en septiembre de 2010 por Famitsu. La secuela sigue teniendo a Miles Edgeworth y el sistema de "Lógica", pero con algunos elementos nuevos. Uno de los casos ocurre en el "Lago Gourd", un sitio que apareció en Phoenix Wright: Ace Attorney, en un caso en que Edgeworth era el principal sospechoso.

### Merchandising
Una edición limitada del juego salió a la venta en Japón y contenía: 
- Gyakuten Meets Orchestra 2008, temas de la saga orquestados.
- Ilustraciones, cartas y retratos de los personajes.
- Soundtrack especial "Melodies of Gyakuten Kenji".
- Vídeos promocionales de "Memories of Gyakuten".
- Una caja ilustrada con el contenido especial dentro.

También sacaron una Nintendo DSi de edición limitada ambientada en el juego.

## Música
La banda sonora del juego (Gyakuten Kenji Original Soundtrack) salió a la venta el 24 de junio de 2009 y está separada en dos discos. Compuesta por Noriyuki Iwadare y Yasuko Yamada, la portada está diseñada por Tatsuro Iwamoto, el diseñador de personajes y director artístico del juego. Es el único juego de la saga cuya banda sonora está dividida en dos partes.
Otro disco musical, conocido como Gyakuten Kenji Orchestra Mini Album o Melodies of Gyakuten Kenji salió con la edición limitada y contenía melodías orquestadas basadas en música de los cinco juegos de la saga Ace Attorney.

## Recepción
Ace Attorney Investigations vendió 172.000 unidades la primera semana de su salida en Japón, y 42.000 la siguiente semana. En ambas semanas fue el segundo juego mejor vendido de Nintendo DS en Japón, superado solo por Kingdom Hearts 358/2 Days. 
El juego recibió críticas positivas. Nintendo World Report le dio al juego un 8,5 sobre 10 y dijo que "Ace Attorney Investigations es probablemente el mejor juego de la saga, ya que cambia la fórmula lo suficiente como para mantener el juego fresco, reteniendo el estilo y el diálogo de los títulos anteriores." Alabaron al juego por su música y estilo artístico, pero criticaron negativamente el manejo de Edgeworth con la pantalla táctil. EuroGamer le dio un 8 sobre 10, admirando la elección de Edgeworth como protagonista, los nuevos personajes y las nuevas adiciones, de las cuales comentaron que "Por todo lo que hay nuevo, sigue siendo un juego de la saga Ace Attorney."
Steven Hopper, de GameZone, le dio un 7,5/10, diciendo que "Ace Attorney Investigations: Miles Edgeworth se lleva los méritos por cambiar el escenario y darle un nuevo protagonista a la franquicia. Sin embargo, la jugabilidad es bastante similar a los otros juegos de Ace Attorney y regresa con los mismos fallos que los anteriores títulos."